# Javier Solís
Javier Solís, pseudonimo di Gabriel Siria Levario (Città del Messico, 1º settembre 1931 – Città del Messico, 19 aprile 1966), è stato un cantante e attore messicano.
Era conosciuto come " il re del bolero ranchero".
La sua intensissima carriera durò solo 10 anni, fece delle tournée in centro e sud America e anche in Spagna. Incise 452 canzoni e divenne uno dei più famosi cantanti della storia del Messico. Il suo nome è di solito accomunato a quelli di Jorge Negrete e Pedro Infante, i tre erano denominati: Los Trés Gallos Mexicanos.
La sua morte prematura, avvenuta in una clinica di Città del Messico dov'era ricoverato per problemi alla colecisti, sembra sia da imputare a complicazioni post-operatorie, ma non ci sono notizie comprovabili al riguardo.

## Biografia
Primo di tre figli di Francisco Siria Mora, fornaio, e Juana Levario Plata, commerciante. La madre, abbandonata dal marito e troppo occupata con il suo banco al mercato pubblico, decise di lasciare il figlio alle cure degli zii, Valentín Levario Plata e Ángela López Martínez, che di fatto il futuro artista considerò sempre i suoi veri genitori.
Poté completare solo i primi cinque anni dell'istruzione scolastica nel quartiere di Tacubaya, a Città del Messico, poi, per incrementare le entrate familiari, fece vari lavori quali la raccolta di ossa e di vetro, e in seguito il trasporto merci. Dopo la morte della sua madre adottiva, avvenuta nel novembre del 1939, e che lo aveva profondamente colpito, fece anche il panettiere, il macellaio, il facchino al mercato e il lava macchine a una stazione di rifornimento.
Nel tempo libero si interessava di sport: calcio, baseball e boxe, sport quest'ultimo che praticò a livello amatoriale anche quand'era già diventato famoso.
Iniziò a partecipare, con lo pseudonimo di Javier Luquín, a delle competizioni canore dove gli capitava di vincere magari un paio di scarpe messe a disposizione da qualche negozio locale. Il macellaio presso il quale lavorara all'epoca, David Lara Ríos, resosi conto del suo potenziale canoro, gli pagò le lezioni di canto presso un famoso maestro del momento: Noé Quintero.

## Carriera
Cantò in vari ristoranti formando un trio con degli amici, e come solista con vari gruppi di mariachi finché, a soli 17 anni, ebbe un ingaggio di un anno con i Mariachi Metepec ad Atlixco, Puebla. Di ritorno a Città del Messico riprese a cantare in locali, cabaret e nel "Bar Azteca", dove poi, nel 1955, fu notato dai componenti del famoso trio Los Panchos: Julio Rodriguez, Chucho Navarro e Alfredo Gil, che lo raccomandarono per un'audizione alla discografica messicana Columbia. È nel periodo del "Bar Azteca" che cambiò il suo pseudonimo in Javier Solís.
L'audizione alla Columbia ebbe esito positivo: dopo un primo singolo di grande successo in Messico, fu formalmente scritturato nel gennaio del 1956. Il suo singolo gli fece guadagnare il suo primo Disco di Platino nel 1957, nello stesso anno incise il suo primo LP.
Nel 1958 si presentò con enorme successo al Teatro Lirico e incise la canzone che avrebbe decretato la sua definitiva consacrazione: "Llorarás llorarás", che divenne poi anche il titolo del suo album del 1959. In quell'anno fece la sua prima tournée promozionale negli Stati Uniti e si presentò tra l'altro al teatro "Million Dollar" di Los Angeles, in California.
Apparve inoltre in più di una ventina di film a fianco di attori quali: Pedro Armendáriz, Antonio Aguilar e Lola Beltrán.

## Discografia parziale
- Añoranzas (1958)
- Llorarás, Llorarás (1959)
- Lara, Grever, Baena (1959)
- Javier Solís con acompañamiento de Mariachi (1960)
- Javier Solís en Nueva York (1961)
- Fantasía Española (1962)
- Prisionero del Mar (1963)
- Un Año Más Sin Ti (1964)
- Payaso (1965)
- Homenaje a Rafael Hernández y Pedro Flores (1966)
- Las Mañanitas con Javier Solís (postumo, 1966)
- Dos Idolos Juntos (con Los Panchos) - (postumo, 1971)

## Personaggi correlati
- José Alfredo Jiménez
- Jorge Negrete
- Pedro Infante
- Antonio Aguilar
- Chavela Vargas
- Lucha Reyes
- Vicente Fernández
- Lola Beltrán
- Alejandro Fernández
- Pepe Aguilar
- Juan Gabriel